# 見えざる手
見えざる手（みえざるて、英: invisible hand）とは、アダム・スミスの『国富論』第4編第2章などに出てくる言葉である。

## 概要
アダム・スミスは、投資家が自らの資産運用で、自らの利益を求め、その収益性と危険負担(リスク負担)を熟慮して運用しようとすることを指摘し、かつ擁護している。
この様な部分知にしか基づかず、全体を見渡した行動ではない（たとえその投資行動が社会全体の利益実現を何ら念頭に置いたものではない）自利心に導かれた行動、つまり個別投資家の行動が自らに係る資産運用において安全かつ効率的であろうとすることが、結果的に、あたかも「見えざる手」に導かれるかの様に、全体としての効率的な投資を実現し、経済を成長させることを論じた。逆に、他人の個々の投資行動を指図しようとする行為は、誰も責任を取れない行為であり、有害であるか無益なものになる。
この言葉はしかし、現代の初等経済学では元の文脈を離れて、市場における自由競争が最適な資源配分をもたらす、(需給関係を通じた価格変動の)自動的な調整機能を指すものとして使われることが多い。

## 市場経済
市場経済において、各個人が自己の利益を追求すれば、結果として社会全体において適切な資源配分が達成される、とする考え方。スミスは個人が利益を追求することは一見、社会に対しては何の利益ももたらさないように見えるが、各個人が利益を追求することによって、社会全体の利益となる望ましい状況が「見えざる手」によって達成されると考えた。スミスは、価格メカニズムの働きにより、需要と供給が自然に調節されると考えた。

## 経緯
元々はキリスト教の終末思想に由来し、「人類最後の最終戦争には、信徒は神の見えざる手により救済され、天国へ行くことができる」などの教えから来る物で、これを経済論に比喩として用いたものである。
『国富論』では、第4編第2章に1度しか出てこない言葉であるが、多くの経済議論に用いられ非常に有名となっている。
また、「神の見えざる手」（英語: invisible hand of God）ともいわれるが、『国富論』には「神の（of God）」という部分はない。
なお、同じくスミスの著作である『天文学史』および『道徳情操論』第4部第1編においても「見えざる手」についての記述が存在するが、これらは『国富論』においてのそれとは意味が異なる。
また、先述の通り「神の見えざる手（invisible hand of God）」という言葉は『国富論』中には存在せず、『天文学史』の文中において「神（ジュピター）の見えざる手（invisible hand of Jupiter）」 との言葉が現れるのみである。